# 2021 DG17
2021 DG17 est un objet transneptunien et une planète naine potentielle, ayant un diamètre estimé d'environ 372 km.